# Тіно Коста
Альберто Факундо Коста (ісп. Alberto Facundo Costa; 9 січня 1985, Буенос-Айрес), відоміший як Тіно Коста (ісп. Tino Costa) — аргентинський футболіст. Грає на позиції опорного півзахисника.

## Кар'єра

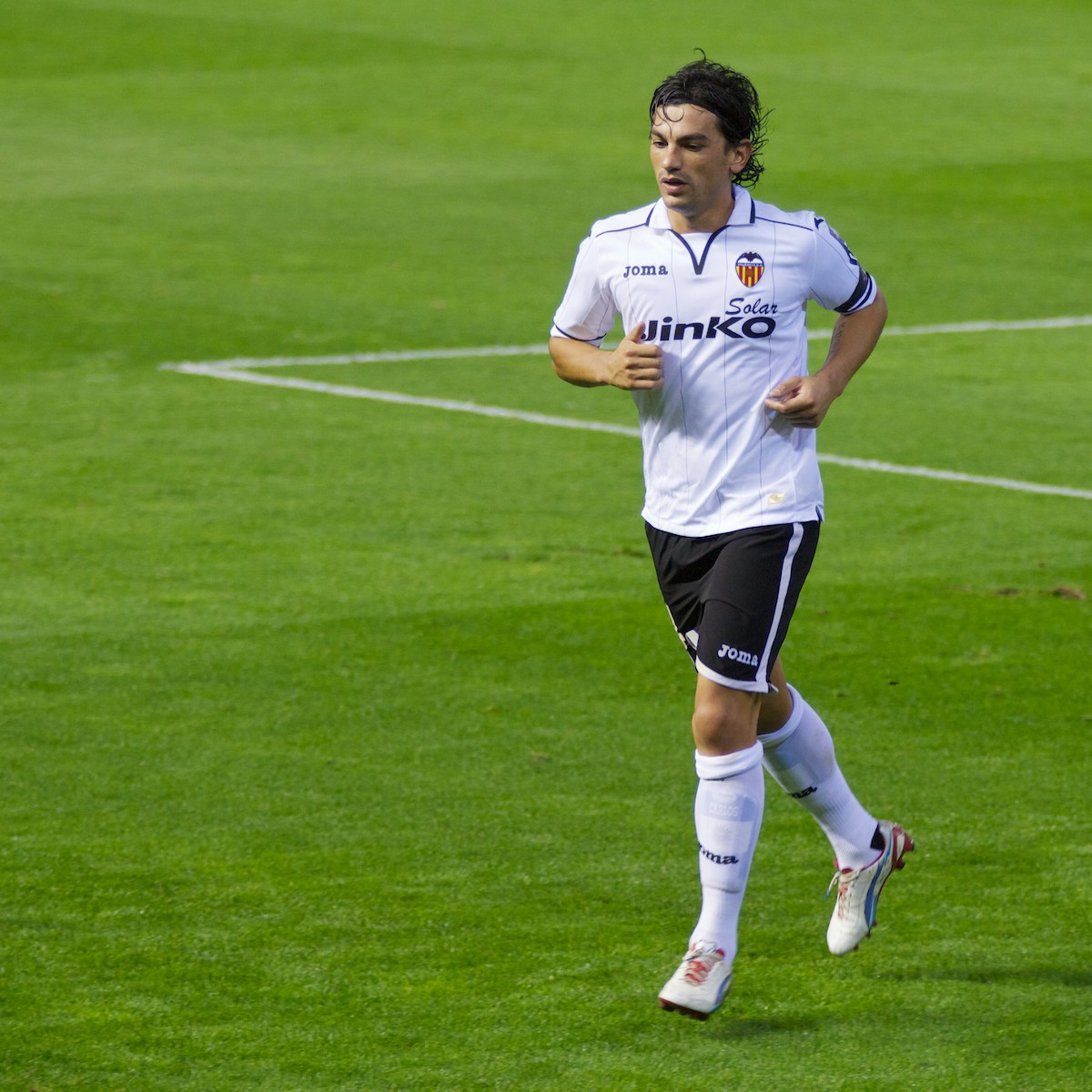
Коста у складі «Валенсії»

### Клубна

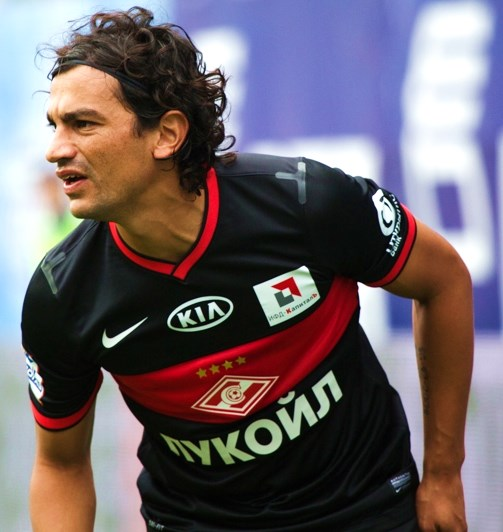
Тіно Коста у складі «Спартака»

Тіно Коста починав свою кар'єру в Аргентині виступами за місцевий клуб «Ла-Тераса». 17-річним він вирішив ризикнути і поїхати за кордон до Гваделупи, грати за клуб «Расінг Де-Бас-Тер». У Гваделупі Тіно провів два роки. Своєю гідною грою він привернув увагу паризького «Расінга», що грав у третій лізі. За сезон, проведений в «Расінгу», Тіно Коста з'явився на полі в 28 матчах і забив три голи. У наступному сезоні він підписав контракт з клубом «По». Там у першому сезоні Коста зіграв 39 матчів і забив чотири голи.
З «По» Коста перейшов до «Сета». Там він став одним з лідерів команди, зігравши 29 матчів, забивши три м'ячі і віддавши сім гольових передач. У тому сезоні його назвали найкращим гравцем ліги, що привернуло увагу іменитіших клубів.
Перед початком сезону 2008/09 Коста підписав контракт на три роки з «Монпельє», клубом другої ліги. За цей клуб він дебютував у першому ж матчі сезону, відігравши всі 90 хвилин в програному матчі проти «Страсбурга». Свій перший м'яч в офіційних іграх за клуб Тіно забив через кілька тижнів у матчі проти «Реймса», що завершився перемогою його команди з рахунком 4:0. Сезон виявився для клубу вдалим: «Монпельє» був серед трьох команд, які за підсумками сезону вийшли до Ліги 1. В останньому переможному матчі, знову ж таки проти «Страсбурга», що також боровся за путівку до Ліги 1, Коста забив переможний гол на 19-й хвилині. За той сезон Коста забив вісім голів і зробив 11 гольових передач. Його номінували на титул гравця року, але в підсумку переможцем оголосили камерунця Поля Ало'o.
Після цього на гравця стали претендувати кілька французьких клубів, насамперед «Ланс» і «Тулуза». Утім, Коста спростовував будь-які чутки про переїзд з «Монпельє» і 1 липня 2009 року підписав новий контракт з клубом до 2013 року. Свій дебют у Лізі 1 Коста відзначив забитим голом у матчі проти «Лор'яна», зробивши це на 60 хвилині. Матч закінчився внічию з рахунком 2:2. Наступного тижня він забив знову, цього разу його команда з рахунком 2:0 здобула перемогу над «Сошо». Загалом Тіно провів ще один непоганий сезон і ним зацікавились вже не тільки французькі клуби.

1 липня 2010 року Коста став гравцем «Валенсії», підписавши з клубом контракт на чотири роки. Сума трансферу становила 6,5 млн. євро. Після переходу Коста сказав:

Все, що відбувається — ніби сон. Я мріяв про можливість грати у «Валенсії», гранді Європи та Іспанської ліги. Я ціную зусилля і бажання клубу, який так наполегливо домагався мого переходу. Я нетерпляче очікую ігор і хочу довести, що вони не помилилися. Для мене «Валенсія» завжди була улюбленою командою, де грали найкращі гравці аргентинського футболу: Айяла, Кілі Гонсалес, Клаудіо Лопес і Маріо Кемпес. Я віддамся на всі 100 відсотків.

14 вересня 2010 року Тіно Коста відкрив рахунок своїм голам за «Валенсію», відзначившись у гостьовому матчі Ліги чемпіонів проти турецького «Бурсаспора». Матч закінчився розгромною поразкою господарів з рахунком 0:4; аргентинський півзахисник крім забитого м'яча взяв участь у ще одній гольовій комбінації: другий м'яч «Валенсії» забито безпосередньо після виконаного Тіно Костою штрафного удару.
5 червня 2013 року офіційно оголошено, що Тіно Коста підписав  контракт на чотири роки з московським «Спартаком». Відзначився голом у своєму дебютному матчі з «Крилами Рад».
Провівши за московський клуб 31 матч в чемпіонаті Росії і забивши три голи, в січні 2015 року Коста вирушив до італійського клубу «Дженоа» в оренду на вісімнадцять місяців з правом подальшого викупу. У січні 2016 року Коста перейшов на правах оренди до кінця сезону до «Фіорентіни».
2 серпня 2017 року іспанська «Альмерія», що виступає в Сегунді, оголосила про підписання контракту з Костою. Угода розрахована на один сезон з опцією продовження ще на один.

### У збірній
На рахунку Тіно Кости два товариських матчі за національну збірну Аргентини. 1 червня 2011 року він зіграв 59 хвилин проти команди Нігерії (1:4), а 14 листопада 2012 року провів перший тайм проти Саудівської Аравії (0:0).

## Статистика виступів
(Оновлено станом на 6 січня 2016 року)
| Клуб               | Сезон              | Ліга | Ліга | Ліга      | Кубок | Кубок | Кубок     | Європа | Європа | Європа    | Загалом | Загалом | Загалом   |
| Клуб               | Сезон              | Ігри | Голи | Гол. пер. | Ігри  | Голи  | Гол. пер. | Ігри   | Голи   | Гол. пер. | Ігри    | Голи    | Гол. пер. |
| ------------------ | ------------------ | ---- | ---- | --------- | ----- | ----- | --------- | ------ | ------ | --------- | ------- | ------- | --------- |
| Расінг Де-Бас-Тер  | 2003—2004          | –    | –    | –         | –     | –     | –         | –      | –      | –         | –       | –       | –         |
| Загалом            | Загалом            | –    | –    | –         | –     | –     | –         | –      | –      | –         | –       | –       | –         |
| Racing Paris       | 2004—2005          | 28   | 3    | 3         | 0     | 0     | 0         | 0      | 0      | 0         | 28      | 3       | 3         |
| Загалом            | Загалом            | 28   | 3    | 3         | 0     | 0     | 0         | 0      | 0      | 0         | 28      | 3       | 3         |
| По                 | 2005—2006          | 31   | 2    | 4         | 1     | 0     | 0         | 0      | 0      | 0         | 32      | 2       | 4         |
| По                 | 2006—2007          | 31   | 2    | 5         | 1     | 0     | 0         | 0      | 0      | 0         | 32      | 2       | 5         |
| Загалом            | Загалом            | 62   | 4    | 9         | 2     | 0     | 0         | 0      | 0      | 0         | 64      | 4       | 9         |
| Сет                | 2007—2008          | 29   | 3    | 7         | 0     | 0     | 0         | 0      | 0      | 0         | 29      | 3       | 7         |
| Загалом            | Загалом            | 29   | 3    | 7         | 0     | 0     | 0         | 0      | 0      | 0         | 29      | 3       | 7         |
| Монпельє           | 2008—2009          | 35   | 8    | 11        | 2     | 0     | 0         | 0      | 0      | 0         | 37      | 8       | 11        |
| Монпельє           | 2009—2010          | 31   | 7    | 6         | 2     | 0     | 0         | 0      | 0      | 0         | 33      | 7       | 6         |
| Загалом            | Загалом            | 66   | 15   | 17        | 4     | 0     | 0         | 0      | 0      | 0         | 70      | 15      | 17        |
| Валенсія           | 2010—202011        | 24   | 4    | 2         | 1     | 0     | 0         | 7      | 2      | 2         | 32      | 6       | 4         |
| Валенсія           | 2011—2012          | 26   | 5    | 3         | 5     | 1     | 0         | 9      | 1      | 3         | 40      | 7       | 6         |
| Валенсія           | 2012—2013          | 31   | 1    | 6         | 3     | 2     | 0         | 8      | 0      | 4         | 42      | 3       | 10        |
| Загалом            | Загалом            | 81   | 10   | 11        | 9     | 3     | 0         | 24     | 3      | 9         | 114     | 16      | 20        |
| Спартак Москва     | 2013—2014          | 24   | 3    | 5         | 1     | 0     | 0         | 2      | 0      | 1         | 27      | 3       | 6         |
| Спартак Москва     | 2014—2015          | 7    | 0    | 2         | 1     | 0     | 0         | 0      | 0      | 0         | 8       | 0       | 2         |
| Загалом            | Загалом            | 31   | 3    | 7         | 2     | 0     | 0         | 2      | 0      | 1         | 35      | 3       | 8         |
| Дженоа (оренда)    | 2014—2015          | 6    | 2    | 2         | 0     | 0     | 0         | 0      | 0      | 0         | 6       | 2       | 2         |
| Дженоа (оренда)    | 2015—2016          | 12   | 0    | 0         | 0     | 0     | 0         | 0      | 0      | 0         | 12      | 0       | 0         |
| Загалом            | Загалом            | 18   | 2    | 2         | 0     | 0     | 0         | 0      | 0      | 0         | 18      | 2       | 2         |
| Загалом за кар'єру | Загалом за кар'єру | 315  | 40   | 56        | 17    | 3     | 0         | 26     | 3      | 10        | 358     | 46      | 66        |

1. ↑  Враховуючи Кубок Іспанії з футболу, Суперкубок Іспанії з футболу, Кубок Франції з футболу, Кубок французької ліги з футболу, Coupe de Guadeloupe, Суперкубок Франції з футболу
2. ↑  Враховуючи Суперкубок УЄФА

## Досягнення
Шаблон:Прапор Гваделупи Расінг де Бас-Тер
- Чемпіон Гваделупи: 2004
- Володар Кубка Гваделупи: 2004
- Володар Кубка Заморських департаментів: 2004